# Tallima
Tallima falu Észtország Võru megyéjében. Közigazgatásilag Rõuge községhez tartozik. Népessége 2011. december 31-i állapot szerint nyolc fő volt.
Onnan származik Tallima Paap laikus prédikátor.

## Népesség
A település népessége az utóbbi években az alábbi módon alakult:
| Lakosok száma | 8    | 6    | 6    | 5    |
|               | 2011 | 2019 | 2020 | 2021 |